# Алекса (співачка)
Алекса (справжнє ім'я — Олександра Олександрівна Чвикова) — співачка українського походження, випускниця російського реаліті-шоу «Фабрика Зірок 4». Дочка українського бізнесмена Олександра Чвикова.

## Біографія
Олександра Чвикова (Алекса) народилася 4 вересня 1988 року в Донецьку. Її батько Олександр Чвиков бізнесмен, один з керівників донецької компанії «Енергозбутпром», яка виробляє стінові блоки. Назвали її на честь батька, але серед друзів її називали Алексою. Саме такий псевдонім вона і вибрала, коли почала набувати популярності. З 11 років майбутня співачка виступала на фестивалях і конкурсах молодих талантів. Батьки підтримували її і допомагали їй пробитися до шоу-бізнесу. У 2004 році Алекса потрапила на «Фабрику зірок» — 4.

## Діяльність
Навчаючись у школі екстерном, Олександра Чвикова паралельно мала заняття з танців і вокалу, пробувала себе в ролі моделі, писала вірші, грала на фортепіано. Підсумком її творчої діяльності став перший альбом «Повітряний поцілунок», що вийшов на теренах України 28 січня 2004 року. З альбому було випущено два відеокліпи на пісні «Воздушный поцелуй» та «Песня Дождя».

### Фабрика зірок
У 2004 році потрапила на «Фабрику зірок» — 4, випуск Ігоря Крутого. У своїй першій номінації Алекса виконала пісню «Лунная тропа», раніше виконуваної співачкою Алсу (спочатку пісня була виконана Вадимом Байковим). У другій (останній номінації) виконала нову пісню Ігоря Крутого «Где же ты». Алекса увійшла до списку фіналістів, але не змогла зайняти призове місце.

### Подальша творчість
Після «Фабрики зірок», співпрацюючи з продюсерським центром Ігоря Крутого, Алекса випускає три пісні: «Где же ты», «Ожидание свидания» та «Я живу тобой», але незабаром зникає з радіостанцій і з екранів телебачння. Однією з причин називають конфлікт її продюсера з Першим каналом.
У 2006 році співачка робить спробу повернутися на екрани в кліпі на спільну пісню з Тіматі «Когда ты рядом».

## Особисте життя
На проекті «Фабрика зірок-4» почала зустрічатися з колегою по фабриці Тіматі. Він знявся в кліпі у дівчини на пісню «Где же ты», а в 2006 році пара випустила спільну пісню «Когда ты рядом». У 2007 році пара розлучилася. 16 квітня 2021 року народила первістка. 

### Співпраця з Яною Рудковською
У 2007 році співачка випускає англомовну композицію «Lookin» — результат роботи з продюсерським центром Яни Рудковської. Далі була участь у відбірковому турі «Євробачення-2009», де співачка представила композицію «Не думать о тебе». Остання композиція в роботі з Яною Рудковською стала пісня «Fallen», яку співачка представила під час нагородження музичної премії RMA-2007.
Багато ЗМІ стверджують, що припинення роботи співачки з Яною Рудковською пов'язано з Віктором Батуріним. Саме він взявся надалі за просування співачки, цей факт багаторазово підтверджувала сама Яна. Однак у Віктора Батуріна співачка не записала жодної композиції.
У серпні 2011 року Алекса з'явилася в кліпі Lil Pop & Lala by Babes на композицію «Любов-війна», після чого остаточно зникла з російського шоу-бізнесу.
З тих пір робить дизайн прикрас і веде блог в Instagram.

## Дискографія
- 2004 — Воздушный поцелуй